# Cratere Malunga
Malunga è un cratere sulla superficie di Rea.